# Campeonato Europeo Sub-18 1957
El Campeonato Europeo Sub-18 1957 se jugó en Madrid, España del 14 al 23 de abril y contó con la participación de 15 selecciones juveniles de Europa.
Austria venció en la final al anfitrión España para ganar el título por segunda ocasión.

## Participantes
| - Austria - Bélgica - Checoslovaquia - Alemania Democrática - Inglaterra | - Francia - Alemania Federal - Grecia - Hungría - Italia | - Países Bajos - Polonia - Rumania - España (anfitrión) - Turquía |

## Fase de grupos

### Grupo A
| País             | J | G | E | P | GF | GC | GD | Pts |
| ---------------- | - | - | - | - | -- | -- | -- | --- |
| Italia           | 2 | 1 | 1 | 0 | 3  | 1  | +2 | 3   |
| Turquía          | 2 | 1 | 1 | 0 | 3  | 2  | +1 | 3   |
| Alemania Federal | 2 | 0 | 0 | 2 | 1  | 4  | –3 | 0   |

| 14 abril | Italia           | 2–0 | Alemania Federal |
| 16 abril | Alemania Federal | 1–2 | Turquía          |
| 19 abril | Turquía          | 1–1 | Italia           |

### Grupo B
| País                 | J | G | E | P | GF | GC | GD  | Pts |
| -------------------- | - | - | - | - | -- | -- | --- | --- |
| España               | 3 | 2 | 1 | 0 | 13 | 2  | +11 | 5   |
| Alemania Democrática | 3 | 0 | 3 | 0 | 5  | 5  | 0   | 3   |
| Polonia              | 3 | 1 | 1 | 1 | 4  | 6  | –2  | 3   |
| Hungría              | 3 | 0 | 1 | 2 | 3  | 12 | –9  | 1   |

| 14 abril | Hungría              | 2–2 | Alemania Democrática |
|          | España               | 4–0 | Polonia              |
| 16 abril | Polonia              | 2–2 | Alemania Democrática |
|          | España               | 8–1 | Hungría              |
| 19 abril | Alemania Democrática | 1–1 | España               |
|          | Polonia              | 2–0 | Hungría              |

### Grupo C
| País         | J | G | E | P | GF | GC | GD  | Pts |
| ------------ | - | - | - | - | -- | -- | --- | --- |
| Austria      | 3 | 3 | 0 | 0 | 11 | 1  | +10 | 6   |
| Países Bajos | 3 | 2 | 0 | 1 | 8  | 8  | 0   | 4   |
| Grecia       | 3 | 1 | 0 | 2 | 5  | 10 | –5  | 2   |
| Inglaterra   | 3 | 0 | 0 | 3 | 3  | 8  | –5  | 0   |

| 14 abril | Países Bajos | 2–1 | Inglaterra   |
|          | Grecia       | 0–3 | Austria      |
| 16 abril | Inglaterra   | 0–3 | Austria      |
|          | Países Bajos | 5–2 | Grecia       |
| 19 abril | Grecia       | 3–2 | Inglaterra   |
|          | Austria      | 5–1 | Países Bajos |

### Grupo D
| País           | J | G | E | P | GF | GC | GD | Pts |
| -------------- | - | - | - | - | -- | -- | -- | --- |
| Francia        | 3 | 2 | 0 | 1 | 7  | 4  | +3 | 4   |
| Checoslovaquia | 3 | 2 | 0 | 1 | 6  | 4  | +2 | 4   |
| Rumania        | 3 | 2 | 0 | 1 | 4  | 3  | +1 | 4   |
| Bélgica        | 3 | 0 | 0 | 3 | 1  | 7  | –6 | 0   |

| 14 abril | Francia        | 3–1 | Bélgica        |
|          | Rumania        | 2–1 | Checoslovaquia |
| 16 abril | Bélgica        | 0–2 | Rumania        |
|          | Checoslovaquia | 3–2 | Francia        |
| 19 abril | Checoslovaquia | 2–0 | Bélgica        |
|          | Francia        | 2–0 | Rumania        |

## Fase final
|  | Semifinales         | Semifinales         |   |                     | Final               | Final       |  |
|  | 21 de abril         | 21 de abril         |   |                     | 23 de abril         | 23 de abril |  |
|  |                     |                     |   |                     |                     |             |  |
|  | Madrid, 21 de abril |                     |   |                     |                     |             |  |
|  | Italia              | 0                   |   |                     |                     |             |  |
|  | España              | 3                   |   |                     |                     |             |  |
|  |                     |                     |   |                     |                     |             |  |
|  |                     |                     |   |                     | Madrid, 23 de abril |             |  |
|  |                     |                     |   |                     | España              | 2           |  |
|  |                     | Austria             | 3 |                     |                     |             |  |
|  |                     |                     |   |                     |                     |             |  |
|  |                     |                     |   |                     |                     |             |  |
|  |                     |                     |   |                     | Tercer lugar        |             |  |
|  | Madrid, 21 de abril | Madrid, 21 de abril |   | Madrid, 23 de abril | Madrid, 23 de abril |             |  |
|  | Austria             | 3                   |   | Francia             | 0                   |             |  |
|  | Francia             | 2                   |   |                     | Italia              | 0           |  |

## Campeón
| Eurocopa Sub-18 1957 |
| -------------------- |
| Bandera de Austria   |
| Austria 2º Título    |